# قائمة رؤساء وزراء إيطاليا
رئيس وزراء إيطاليا، هو رئيس مجلس الوزراء، وهو الهيئة التي تمتلك السلطة التنفيذية الفعلية في الحكومة الإيطالية. أول من تولّى هذا المنصب هو كاميليو بنسو، كونت كافور، الذي أدى اليمين في 23 مارس 1861 عقب توحيد إيطاليا. وقد سبق لكافور أن شغل منصب رئيس وزراء مملكة سردينيا، وهو المنصب الذي استمد منه منصب رئيس وزراء إيطاليا معظم صلاحياته ومهامه.
خلال فترة الملكية، كان يتم تعيين رؤساء الوزراء من قبل ملك إيطاليا، وفقًا لما نص عليه المرسوم الألبرتي. ومنذ عام 1925 وحتى سقوط نظامه في عام 1943، قام الديكتاتور الفاشي بينيتو موسوليني رسميًا بتعديل مسمّى المنصب ليصبح "رئيس الحكومة، رئيس الوزراء، وأمين الدولة". ومن عام 1861 حتى عام 1946، شغل المنصب 30 رجلًا، قادوا ما مجموعه 67 حكومة. وبعد إلغاء مملكة إيطاليا عام 1946 وإعلان الجمهورية الإيطالية، تم تنظيم هذا المنصب بموجب المواد من 92 إلى 96 من الدستور الإيطالي. ويُعد ألتشيدي دي غاسبري الشخصية الوحيدة التي تولّت رئاسة الوزراء في كل من المملكة والجمهورية.
يُعيَّن رئيس الوزراء من قِبل رئيس الجمهورية، ويجب أن ينال ثقة مجلسي البرلمان: مجلس النواب ومجلس الشيوخ. ومن عام 1946 حتى عام 2022، أي خلال أول 76 عامًا من عمر الجمهورية، شغل المنصب 30 رجلًا. تشغل المنصب حاليًا جورجا ميلوني، التي تم تعيينها في 22 أكتوبر 2022، لتصبح بذلك أول امرأة تتولى رئاسة الوزراء في تاريخ إيطاليا.
ويُعد بينيتو موسوليني أطول رؤساء الوزراء بقاءً في المنصب في تاريخ إيطاليا، إذ حكم البلاد من عام 1922 حتى 1943؛ بينما يُعد سيلفيو برلسكوني الأطول خدمةً في عهد الجمهورية، حيث شغل المنصب لأكثر من تسع سنوات بين عامي 1994 و2011. أما أقصر فترة لرئيس وزراء في تاريخ إيطاليا، فكانت من نصيب تومازو تيتوني، الذي شغل المنصب لمدة 16 يومًا فقط عام 1905؛ في حين كان فرناندو تامبروني صاحب أقصر فترة في عهد الجمهورية، إذ تولّى المنصب لمدة 123 يومًا في عام 1960..

## رؤساء وزراء سردينيا (1848–1861)

### رئيس مجلس وزراءمملكة سردينيا (1848–1861)
للحصول على قائمة برؤساء وزراء مملكة سردينيا والتي هي سلف مكتب رئاسة وزراء مملكة إيطاليا رجاء راجع قائمة برؤساء وزراء مملكة سردينيا.

## رؤساء وزراء إيطاليا

### رؤساء مجلس وزراءمملكة إيطاليا(1861–1946)
| الصورة                               | الاسم (الميلاد–الوفاة)                         | فترة الحكم     | فترة الحكم     | فترة الحكم         | الحزب               | الحزب                                        | الحكومة                                                                              | الائتلاف                                                                                       | الجمعية التشريعية (الانتخابات)                                                                  | الملك (الفترة)                      | Ref.                               |
| الصورة                               | الاسم (الميلاد–الوفاة)                         | استلم المنصب   | ترك المنصب     | المدة              | الحزب               | الحزب                                        | الحكومة                                                                              | الائتلاف                                                                                       | الجمعية التشريعية (الانتخابات)                                                                  | الملك (الفترة)                      | Ref.                               |
| ------------------------------------ | ---------------------------------------------- | -------------- | -------------- | ------------------ | ------------------- | -------------------------------------------- | ------------------------------------------------------------------------------------ | ---------------------------------------------------------------------------------------------- | ----------------------------------------------------------------------------------------------- | ----------------------------------- | ---------------------------------- |
| Camillo Benso, Count of Cavour       | كاميلو بنسو (1810–1861)                        | 23 مارس 1861   | 6 يونيو 1861†  | 75 أيام            |                     | اليمين التاريخي                              | كافور الرابعة                                                                        | اليمين                                                                                         | 8 (1861)                                                                                        | فيتوريو إمانويلي الثاني (1861–1878) | [ 3 ]                              |
| Bettino Ricasoli                     | بتينو ريكاسولي (1809–1880)                     | 12 يونيو 1861  | 3 مارس 1862    | 264 أيام           |                     | اليمين التاريخي                              | ريكاسولي الأولى                                                                      | اليمين                                                                                         | 8 (1861)                                                                                        | فيتوريو إمانويلي الثاني (1861–1878) | [ 4 ]                              |
| Urbano Rattazzi                      | أوربانو راتاتسي (1808–1873)                    | 3 مارس 1862    | 8 ديسمبر 1862  | 280 أيام           |                     | اليسار التاريخي                              | راتاتسي الأولى                                                                       | اليمين • اليسار                                                                                | 8 (1861)                                                                                        | فيتوريو إمانويلي الثاني (1861–1878) | [ 5 ]                              |
| Luigi Carlo Farini                   | لويجي كارلو فاريني (1812–1866)                 | 8 ديسمبر 1862  | 24 مارس 1863   | 106 أيام           |                     | اليمين التاريخي                              | فاريني                                                                               | اليمين                                                                                         | 8 (1861)                                                                                        | فيتوريو إمانويلي الثاني (1861–1878) | [ 6 ]                              |
| Marco Minghetti                      | ماركو مينغيتي (1818–1886)                      | 24 مارس 1863   | 28 سبتمبر 1864 | 1 سنة و188 أيام    |                     | اليمين التاريخي                              | مينغيتي الأولى                                                                       | اليمين                                                                                         | 8 (1861)                                                                                        | فيتوريو إمانويلي الثاني (1861–1878) | [ 7 ]                              |
| Alfonso Ferrero La Marmora           | فريق أول ألفونسو فيريرو لا مارمورا (1804–1878) | 28 سبتمبر 1864 | 31 ديسمبر 1865 | 1 سنة و265 أيام    |                     | عسكري                                        | لا مارمورا الثانية                                                                   | اليمين                                                                                         | 8 (1861)                                                                                        | فيتوريو إمانويلي الثاني (1861–1878) | [ 8 ] [ 9 ]                        |
| Alfonso Ferrero La Marmora           | فريق أول ألفونسو فيريرو لا مارمورا (1804–1878) | 31 ديسمبر 1865 | 20 يونيو 1866  | 1 سنة و265 أيام    | لا مارمورا الثالثة  | عسكري                                        | 9 (1865)                                                                             | اليمين                                                                                         |                                                                                                 | فيتوريو إمانويلي الثاني (1861–1878) | [ 8 ] [ 9 ]                        |
| Bettino Ricasoli                     | بتينو ريكاسولي (1809–1880)                     | 20 يونيو 1866  | 10 أبريل 1867  | 294 أيام           |                     | اليمين التاريخي                              | 9 (1865)                                                                             | ريكاسولي الثانية                                                                               | اليمين • اليسار                                                                                 | فيتوريو إمانويلي الثاني (1861–1878) | [ 10 ]                             |
| Urbano Rattazzi                      | أوربانو راتاتسي (1808–1873)                    | 10 أبريل 1867  | 27 أكتوبر 1867 | 200 أيام           |                     | اليسار التاريخي                              | راتاتسي الثانية                                                                      | اليمين • اليسار                                                                                | 10 (1867)                                                                                       | فيتوريو إمانويلي الثاني (1861–1878) | [ 11 ]                             |
| Luigi Federico Menabrea              | لويجي فيديريكو مينابريا (1809–1896)            | 27 أكتوبر 1867 | 5 يناير 1868   | 1 سنة و48 أيام     |                     | اليمين التاريخي                              | مينابريا الأولى                                                                      | اليمين                                                                                         | 10 (1867)                                                                                       | فيتوريو إمانويلي الثاني (1861–1878) | [ 12 ] [ 13 ] [ 14 ]               |
| Luigi Federico Menabrea              | لويجي فيديريكو مينابريا (1809–1896)            | 5 يناير 1868   | 13 مايو 1869   | 1 سنة و48 أيام     | مينابريا الثانية    | اليمين التاريخي                              |                                                                                      | اليمين                                                                                         | 10 (1867)                                                                                       | فيتوريو إمانويلي الثاني (1861–1878) | [ 12 ] [ 13 ] [ 14 ]               |
| Luigi Federico Menabrea              | لويجي فيديريكو مينابريا (1809–1896)            | 13 مايو 1869   | 14 ديسمبر 1869 | 1 سنة و48 أيام     | مينابريا الثالثة    | اليمين التاريخي                              |                                                                                      | اليمين                                                                                         | 10 (1867)                                                                                       | فيتوريو إمانويلي الثاني (1861–1878) | [ 12 ] [ 13 ] [ 14 ]               |
| Giovanni Lanza                       | جيوفاني لانزا (1810–1882)                      | 14 ديسمبر 1869 | 10 يوليو 1873  | 3 سنوات و208 أيام  |                     | اليمين التاريخي                              | لانزا                                                                                | اليمين                                                                                         | 11 (1870)                                                                                       | فيتوريو إمانويلي الثاني (1861–1878) | [ 15 ]                             |
| Marco Minghetti                      | ماركو مينغيتي (1818–1886)                      | 10 يوليو 1873  | 25 مارس 1876   | 2 سنوات و259 أيام  |                     | اليمين التاريخي                              | مينغيتي الثانية                                                                      | اليمين                                                                                         | 12 (1874)                                                                                       | فيتوريو إمانويلي الثاني (1861–1878) | [ 16 ]                             |
| Agostino Depretis                    | أغوستينو دبريتيس (1813–1887)                   | 25 مارس 1876   | 25 ديسمبر 1877 | 1 سنة و364 أيام    |                     | اليسار التاريخي                              | دبريتيس الأولى                                                                       | اليسار                                                                                         | 13 (1876)                                                                                       | فيتوريو إمانويلي الثاني (1861–1878) | [ 17 ] [ 18 ]                      |
| Agostino Depretis                    | أغوستينو دبريتيس (1813–1887)                   | 26 ديسمبر 1877 | 24 مارس 1878   | 1 سنة و364 أيام    | دبريتيس الثانية     | اليسار التاريخي                              | أومبيرتو الأول (1878–1900)                                                           | اليسار                                                                                         | 13 (1876)                                                                                       |                                     | [ 17 ] [ 18 ]                      |
| Benedetto Cairoli                    | بينيديتو كايرولي (1825–1889)                   | 24 مارس 1878   | 19 ديسمبر 1878 | 270 أيام           |                     | اليسار التاريخي                              | أومبيرتو الأول (1878–1900)                                                           | كايرولي الأولى                                                                                 | 13 (1876)                                                                                       | اليسار                              | [ 19 ]                             |
| Agostino Depretis                    | أغوستينو دبريتيس (1813–1887)                   | 19 ديسمبر 1878 | 14 يوليو 1879  | 214 أيام           |                     | اليسار التاريخي                              | أومبيرتو الأول (1878–1900)                                                           | دبريتيس الثالثة                                                                                | 13 (1876)                                                                                       | اليسار                              | [ 20 ]                             |
| Benedetto Cairoli                    | بينيديتو كايرولي (1825–1889)                   | 14 يوليو 1879  | 25 نوفمبر 1879 | 1 سنة و319 أيام    |                     | اليسار التاريخي                              | أومبيرتو الأول (1878–1900)                                                           | كايرولي الثانية                                                                                | 13 (1876)                                                                                       | اليسار                              | [ 21 ] [ 22 ]                      |
| Benedetto Cairoli                    | بينيديتو كايرولي (1825–1889)                   | 25 نوفمبر 1879 | 29 مايو 1881   | 1 سنة و319 أيام    | كايرولي الثالثة     | اليسار التاريخي                              | أومبيرتو الأول (1878–1900)                                                           | 14 (1880)                                                                                      |                                                                                                 | اليسار                              | [ 21 ] [ 22 ]                      |
| Agostino Depretis                    | أغوستينو دبريتيس (1813–1887)                   | 29 مايو 1881   | 25 مايو 1883   | 6 سنوات و61 أيام   |                     | اليسار التاريخي                              | أومبيرتو الأول (1878–1900)                                                           | 14 (1880)                                                                                      | دبريتيس الرابعة                                                                                 | اليسار                              | [ 23 ] [ 24 ] [ 25 ] [ 26 ] [ 27 ] |
| Agostino Depretis                    | أغوستينو دبريتيس (1813–1887)                   | 25 مايو 1883   | 30 مارس 1884   | 6 سنوات و61 أيام   | دبريتيس الخامسة     | اليسار التاريخي                              | أومبيرتو الأول (1878–1900)                                                           | 15 (1882)                                                                                      |                                                                                                 | اليسار                              | [ 23 ] [ 24 ] [ 25 ] [ 26 ] [ 27 ] |
| Agostino Depretis                    | أغوستينو دبريتيس (1813–1887)                   | 30 مارس 1884   | 29 يونيو 1885  | 6 سنوات و61 أيام   | دبريتيس السادسة     | اليسار التاريخي                              | أومبيرتو الأول (1878–1900)                                                           | 15 (1882)                                                                                      |                                                                                                 | اليسار                              | [ 23 ] [ 24 ] [ 25 ] [ 26 ] [ 27 ] |
| Agostino Depretis                    | أغوستينو دبريتيس (1813–1887)                   | 29 يونيو 1885  | 4 أبريل 1887   | 6 سنوات و61 أيام   | دبريتيس السابعة     | اليسار التاريخي                              | أومبيرتو الأول (1878–1900)                                                           | 16 (1886)                                                                                      |                                                                                                 | اليسار                              | [ 23 ] [ 24 ] [ 25 ] [ 26 ] [ 27 ] |
| Agostino Depretis                    | أغوستينو دبريتيس (1813–1887)                   | 4 أبريل 1887   | 29 يوليو 1887† | 6 سنوات و61 أيام   | دبريتيس الثامنة     | اليسار التاريخي                              | أومبيرتو الأول (1878–1900)                                                           | 16 (1886)                                                                                      |                                                                                                 | اليسار                              | [ 23 ] [ 24 ] [ 25 ] [ 26 ] [ 27 ] |
| Francesco Crispi                     | فرانشيسكو كرسبي (1819–1901)                    | 29 يوليو 1887  | 9 مارس 1889    | 3 سنوات و192 أيام  |                     | اليسار التاريخي                              | أومبيرتو الأول (1878–1900)                                                           | 16 (1886)                                                                                      | كرسبي الأولى                                                                                    | اليسار                              | [ 28 ] [ 29 ]                      |
| Francesco Crispi                     | فرانشيسكو كرسبي (1819–1901)                    | 9 مارس 1889    | 6 فبراير 1891  | 3 سنوات و192 أيام  | كرسبي الثانية       | اليسار التاريخي                              | أومبيرتو الأول (1878–1900)                                                           | 17 (1890)                                                                                      |                                                                                                 | اليسار                              | [ 28 ] [ 29 ]                      |
| Antonio Starabba, Marchese di Rudinì | أنتونيو ستارابا (1839–1908)                    | 6 فبراير 1891  | 15 مايو 1892   | 1 سنة و99 أيام     |                     | اليمين التاريخي                              | أومبيرتو الأول (1878–1900)                                                           | 17 (1890)                                                                                      | دي روديني الأولى                                                                                | اليسار • اليمين                     | [ 30 ]                             |
| Giovanni Giolitti                    | جيوفاني جوليتي (1842–1928)                     | 15 مايو 1892   | 15 ديسمبر 1893 | 1 سنة و214 أيام    |                     | اليسار التاريخي                              | أومبيرتو الأول (1878–1900)                                                           | جوليتي الأولى                                                                                  | اليسار                                                                                          | 18 (1892)                           | [ 31 ]                             |
| Francesco Crispi                     | فرانشيسكو كرسبي (1819–1901)                    | 15 ديسمبر 1893 | 14 يونيو 1894  | 2 سنوات و86 أيام   |                     | اليسار التاريخي                              | أومبيرتو الأول (1878–1900)                                                           | كرسبي الثالثة                                                                                  | اليسار • اليمين                                                                                 | 18 (1892)                           | [ 32 ] [ 33 ]                      |
| Francesco Crispi                     | فرانشيسكو كرسبي (1819–1901)                    | 14 يونيو 1894  | 10 مارس 1896   | 2 سنوات و86 أيام   | كرسبي الرابعة       | اليسار التاريخي                              | أومبيرتو الأول (1878–1900)                                                           | 19 (1895)                                                                                      | اليسار • اليمين                                                                                 |                                     | [ 32 ] [ 33 ]                      |
| Antonio Starabba, Marchese di Rudinì | أنتونيو ستارابا (1839–1908)                    | 10 مارس 1896   | 11 يوليو 1896  | 2 سنوات و111 أيام  |                     | اليمين التاريخي                              | أومبيرتو الأول (1878–1900)                                                           | 19 (1895)                                                                                      | دي روديني الثانية                                                                               | اليمين بدعم خارجي من اليسار         | [ 34 ] [ 35 ] [ 36 ] [ 37 ]        |
| Antonio Starabba, Marchese di Rudinì | أنتونيو ستارابا (1839–1908)                    | 11 يوليو 1896  | 14 ديسمبر 1897 | 2 سنوات و111 أيام  | دي روديني الثالثة   | اليمين التاريخي                              | أومبيرتو الأول (1878–1900)                                                           | 19 (1895)                                                                                      |                                                                                                 | اليمين بدعم خارجي من اليسار         | [ 34 ] [ 35 ] [ 36 ] [ 37 ]        |
| Antonio Starabba, Marchese di Rudinì | أنتونيو ستارابا (1839–1908)                    | 14 ديسمبر 1897 | 1 يونيو 1898   | 2 سنوات و111 أيام  | دي روديني الرابعة   | اليمين التاريخي                              | أومبيرتو الأول (1878–1900)                                                           | اليسار • اليمين                                                                                | 20 (1897)                                                                                       |                                     | [ 34 ] [ 35 ] [ 36 ] [ 37 ]        |
| Antonio Starabba, Marchese di Rudinì | أنتونيو ستارابا (1839–1908)                    | 1 يونيو 1898   | 29 يونيو 1898  | 2 سنوات و111 أيام  | دي روديني الخامسة   | اليمين التاريخي                              | أومبيرتو الأول (1878–1900)                                                           | اليسار • اليمين                                                                                | 20 (1897)                                                                                       |                                     | [ 34 ] [ 35 ] [ 36 ] [ 37 ]        |
| Luigi Pelloux                        | فريق أول لويجي بيلوكس (1839–1924)              | 29 يونيو 1898  | 14 مايو 1899   | 1 سنة و360 أيام    |                     | عسكري                                        | أومبيرتو الأول (1878–1900)                                                           | بيلوكس الأولى                                                                                  | 20 (1897)                                                                                       | اليسار بدعم خارجي من اليمين         | [ 38 ] [ 39 ]                      |
| Luigi Pelloux                        | فريق أول لويجي بيلوكس (1839–1924)              | 14 مايو 1899   | 24 يونيو 1900  | 1 سنة و360 أيام    | بيلوكس الثانية      | عسكري                                        | أومبيرتو الأول (1878–1900)                                                           | اليسار • اليمين                                                                                | 20 (1897)                                                                                       |                                     | [ 38 ] [ 39 ]                      |
| Giuseppe Saracco                     | جوزيبي ساراكو (1821–1907)                      | 24 يونيو 1900  | 15 فبراير 1901 | 236 أيام           |                     | اليسار التاريخي                              | ساراكو                                                                               | اليسار • اليمين                                                                                | 21 (1900)                                                                                       | فيكتور إيمانويل الثالث (1900–1946)  | [ 40 ]                             |
| Giuseppe Zanardelli                  | جوزيبي زانارديلي (1826–1903)                   | 15 فبراير 1901 | 3 نوفمبر 1903  | 2 سنوات و261 أيام  |                     | اليسار التاريخي                              | زانارديلي                                                                            | اليسار • اليمين                                                                                | 21 (1900)                                                                                       | فيكتور إيمانويل الثالث (1900–1946)  | [ 41 ]                             |
| Giovanni Giolitti                    | جيوفاني جوليتي (1842–1928)                     | 3 نوفمبر 1903  | 12 مارس 1905   | 1 سنة و129 أيام    |                     | اليسار التاريخي                              | جوليتي الثانية                                                                       | اليسار • اليمين بدعم خارجي من الاشتراكي                                                        | 22 (1904)                                                                                       | فيكتور إيمانويل الثالث (1900–1946)  | [ 42 ]                             |
| Tommaso Tittoni                      | توماسو تيتوني (1855–1931)                      | 12 مارس 1905   | 28 مارس 1905   | 16 أيام            |                     | اليمين التاريخي                              | تيتوني                                                                               | اليسار • اليمين                                                                                | 22 (1904)                                                                                       | فيكتور إيمانويل الثالث (1900–1946)  | [ 43 ]                             |
| Alessandro Fortis                    | أليساندرو فورتيس (1842–1909)                   | 28 مارس 1905   | 24 ديسمبر 1905 | 317 أيام           |                     | اليسار التاريخي                              | فورتيس الأولى                                                                        | اليسار • اليمين                                                                                | 22 (1904)                                                                                       | فيكتور إيمانويل الثالث (1900–1946)  | [ 44 ] [ 45 ]                      |
| Alessandro Fortis                    | أليساندرو فورتيس (1842–1909)                   | 24 ديسمبر 1905 | 8 فبراير 1906  | 317 أيام           | فورتيس الثانية      | اليسار التاريخي                              | اليسار بدعم خارجي من اليمين                                                          |                                                                                                | 22 (1904)                                                                                       | فيكتور إيمانويل الثالث (1900–1946)  | [ 44 ] [ 45 ]                      |
| Sidney Sonnino                       | سيدني سونينو (1847–1922)                       | 8 فبراير 1906  | 29 مايو 1906   | 110 أيام           |                     | اليمين التاريخي                              | سونينو الأولى                                                                        | اليسار • اليمين • الراديكالي                                                                   | 22 (1904)                                                                                       | فيكتور إيمانويل الثالث (1900–1946)  | [ 46 ]                             |
| Giovanni Giolitti                    | جيوفاني جوليتي (1842–1928)                     | 29 مايو 1906   | 11 ديسمبر 1909 | 3 سنوات و196 أيام  |                     | اليسار التاريخي                              | جوليتي الثالثة                                                                       | اليسار • اليمين                                                                                | 22 (1904)                                                                                       | فيكتور إيمانويل الثالث (1900–1946)  | [ 47 ]                             |
| Sidney Sonnino                       | سيدني سونينو (1847–1922)                       | 11 ديسمبر 1909 | 31 مارس 1910   | 110 أيام           |                     | اليمين التاريخي                              | سونينو الثانية                                                                       | اليمين بدعم خارجي من اليسار                                                                    | 23 (1909)                                                                                       | فيكتور إيمانويل الثالث (1900–1946)  | [ 48 ]                             |
| Luigi Luzzatti                       | لويجي لوتساتي (1841–1927)                      | 31 مارس 1910   | 30 مارس 1911   | 364 أيام           |                     | اليمين التاريخي                              | لوتساتي                                                                              | اليسار • اليمين • الراديكالي                                                                   | 23 (1909)                                                                                       | فيكتور إيمانويل الثالث (1900–1946)  | [ 49 ]                             |
| Giovanni Giolitti                    | جيوفاني جوليتي (1842–1928)                     | 30 مارس 1911   | 21 مارس 1914   | 2 سنوات و356 أيام  |                     | الاتحاد الليبرالي                            | جوليتي الرابعة                                                                       | الليبرالي • الراديكالي                                                                         | 23 (1909)                                                                                       | فيكتور إيمانويل الثالث (1900–1946)  | [ 50 ]                             |
| Antonio Salandra                     | أنتونيو سالاندرا (1853–1931)                   | 21 مارس 1914   | 5 نوفمبر 1914  | 2 سنوات و89 أيام   |                     | الاتحاد الليبرالي                            | سالاندرا الأولى                                                                      | الاتحاد الليبرالي                                                                              | 24 (1913)                                                                                       | فيكتور إيمانويل الثالث (1900–1946)  | [ 51 ] [ 52 ]                      |
| Antonio Salandra                     | أنتونيو سالاندرا (1853–1931)                   | 5 نوفمبر 1914  | 18 يونيو 1916  | 2 سنوات و89 أيام   | سالاندرا الثانية    | الاتحاد الليبرالي                            | الليبرالي • الجمهوري                                                                 |                                                                                                | 24 (1913)                                                                                       | فيكتور إيمانويل الثالث (1900–1946)  | [ 51 ] [ 52 ]                      |
| Paolo Boselli                        | باولو بوسيللي (1838–1932)                      | 18 يونيو 1916  | 30 أكتوبر 1917 | 1 سنة و134 أيام    |                     | الاتحاد الليبرالي                            | بوسيللي                                                                              | الليبرالي • الراديكالي •الانتخابي الكاثوليكي •الاشتراكي الإصلاحي                               | 24 (1913)                                                                                       | فيكتور إيمانويل الثالث (1900–1946)  | [ 53 ]                             |
| Vittorio Emanuele Orlando            | فيتوريو إمانويلي أورلاندو (1860–1952)          | 30 أكتوبر 1917 | 23 يونيو 1919  | 1 سنة و236 أيام    |                     | الاتحاد الليبرالي                            | أورلاندو                                                                             | الليبرالي • الراديكالي •الانتخابي الكاثوليكي •الاشتراكي الإصلاحي                               | 24 (1913)                                                                                       | فيكتور إيمانويل الثالث (1900–1946)  | [ 54 ]                             |
| Francesco Saverio Nitti              | فرانشيسكو سافيريو نيتي (1868–1953)             | 23 يونيو 1919  | 21 مايو 1920   | 358 أيام           |                     | الحزب الراديكالي الإيطالي                    | نيتي الأولى                                                                          | الليبرالي • الراديكالي • الليبرالي الديمقراطي •الاشتراكي الإصلاحي •الشعب                       | 24 (1913)                                                                                       | فيكتور إيمانويل الثالث (1900–1946)  | [ 55 ] [ 56 ]                      |
| Francesco Saverio Nitti              | فرانشيسكو سافيريو نيتي (1868–1953)             | 21 مايو 1920   | 15 يونيو 1920  | 358 أيام           | نيتي الثانية        | الحزب الراديكالي الإيطالي                    | الليبرالي • الراديكالي • الليبرالي الديمقراطي •الشعب                                 | 25 (1919)                                                                                      |                                                                                                 | فيكتور إيمانويل الثالث (1900–1946)  | [ 55 ] [ 56 ]                      |
| Giovanni Giolitti                    | جيوفاني جوليتي (1842–1928)                     | 15 يونيو 1920  | 4 يوليو 1921   | 1 سنة و19 أيام     |                     | الاتحاد الليبرالي                            | جوليتي الخامسة                                                                       | 25 (1919)                                                                                      | الليبرالي • الراديكالي • الليبرالي الديمقراطي •الاشتراكي الإصلاحي •الشعب • الاشتراكي الديمقراطي | فيكتور إيمانويل الثالث (1900–1946)  | [ 57 ]                             |
| Ivanoe Bonomi                        | إيفانو بونومي (1873–1951)                      | 4 يوليو 1921   | 26 فبراير 1922 | 237 أيام           |                     | الحزب الاشتراكي الإصلاحي الإيطالي            | بونومي الأولى                                                                        | الليبرالي • الليبرالي الديمقراطي • الاشتراكي الإصلاحي • الشعب • الاشتراكي الديمقراطي           | 26 (1921)                                                                                       | فيكتور إيمانويل الثالث (1900–1946)  | [ 58 ]                             |
| Luigi Facta                          | لويجي فاتكا (1861–1930)                        | 26 فبراير 1922 | 1 أغسطس 1922   | 247 أيام           |                     | الاتحاد الليبرالي / الحزب الليبرالي الإيطالي | فاتكا الأولى                                                                         | الليبرالي • الليبرالي الديمقراطي • الاشتراكي الإصلاحي • الشعب • الاشتراكي الديمقراطي • الزراعي | 26 (1921)                                                                                       | فيكتور إيمانويل الثالث (1900–1946)  | [ 59 ] [ 60 ]                      |
| Luigi Facta                          | لويجي فاتكا (1861–1930)                        | 1 أغسطس 1922   | 31 أكتوبر 1922 | 247 أيام           | فاتكا الثانية       | الاتحاد الليبرالي / الحزب الليبرالي الإيطالي | الليبرالي • الليبرالي الديمقراطي • الاشتراكي الإصلاحي • الشعب • الاشتراكي الديمقراطي |                                                                                                | 26 (1921)                                                                                       | فيكتور إيمانويل الثالث (1900–1946)  | [ 59 ] [ 60 ]                      |
| Benito Mussolini                     | دوتشي بينيتو موسوليني (1883–1945)              | 31 أكتوبر 1922 | 25 يوليو 1943  | 20 سنوات و267 أيام |                     | الحزب الوطني الفاشي                          | موسوليني                                                                             | الليبرالي • الفاشي • الرابطة القومية • الشعب • الاشتراكي الديمقراطي                            | 26 (1921)                                                                                       | فيكتور إيمانويل الثالث (1900–1946)  | [ 61 ]                             |
| Benito Mussolini                     | دوتشي بينيتو موسوليني (1883–1945)              | 31 أكتوبر 1922 | 25 يوليو 1943  | 20 سنوات و267 أيام | الحزب الوطني الفاشي | الحزب الوطني الفاشي                          | موسوليني                                                                             | 27 (1924)                                                                                      |                                                                                                 | فيكتور إيمانويل الثالث (1900–1946)  | [ 61 ]                             |
| Benito Mussolini                     | دوتشي بينيتو موسوليني (1883–1945)              | 31 أكتوبر 1922 | 25 يوليو 1943  | 20 سنوات و267 أيام | الحزب الوطني الفاشي | الحزب الوطني الفاشي                          | موسوليني                                                                             | 28 (1929)                                                                                      |                                                                                                 | فيكتور إيمانويل الثالث (1900–1946)  | [ 61 ]                             |
| Benito Mussolini                     | دوتشي بينيتو موسوليني (1883–1945)              | 31 أكتوبر 1922 | 25 يوليو 1943  | 20 سنوات و267 أيام | الحزب الوطني الفاشي | الحزب الوطني الفاشي                          | موسوليني                                                                             | 29 (1934)                                                                                      |                                                                                                 | فيكتور إيمانويل الثالث (1900–1946)  | [ 61 ]                             |
| Benito Mussolini                     | دوتشي بينيتو موسوليني (1883–1945)              | 31 أكتوبر 1922 | 25 يوليو 1943  | 20 سنوات و267 أيام | الحزب الوطني الفاشي | الحزب الوطني الفاشي                          | موسوليني                                                                             | 30 (بدون انتخابات)                                                                             |                                                                                                 | فيكتور إيمانويل الثالث (1900–1946)  | [ 61 ]                             |
| Pietro Badoglio                      | مارشال بييترو بادوليو (1871–1956)              | 25 يوليو 1943  | 24 أبريل 1944  | 329 أيام           |                     | عسكري                                        | بادوليو الأولى                                                                       | مستقل • الديمقراطية المسيحية • الليبرالي                                                       | ألغى البرلمان                                                                                   | فيكتور إيمانويل الثالث (1900–1946)  | [ 62 ] [ 63 ]                      |
| Pietro Badoglio                      | مارشال بييترو بادوليو (1871–1956)              | 24 أبريل 1944  | 18 يونيو 1944  | 329 أيام           | بادوليو الثانية     | عسكري                                        | الديمقراطية المسيحية • الشيوعي • الليبرالي •الاشتراكي • العمل • العمل الديمقراطي     |                                                                                                | ألغى البرلمان                                                                                   | فيكتور إيمانويل الثالث (1900–1946)  | [ 62 ] [ 63 ]                      |
| Ivanoe Bonomi                        | إيفانو بونومي (1873–1951)                      | 18 يونيو 1944  | 12 ديسمبر 1944 | 1 سنة و3 أيام      |                     | حزب العمل الديمقراطي                         | بونومي الثانية                                                                       | الديمقراطية المسيحية • الشيوعي • الليبرالي •الاشتراكي • العمل • العمل الديمقراطي               | ألغى البرلمان                                                                                   | فيكتور إيمانويل الثالث (1900–1946)  | [ 64 ] [ 65 ]                      |
| Ivanoe Bonomi                        | إيفانو بونومي (1873–1951)                      | 12 ديسمبر 1944 | 21 يونيو 1945  | 1 سنة و3 أيام      | بونومي الثالثة      | حزب العمل الديمقراطي                         | الديمقراطية المسيحية • الشيوعي • الليبرالي • العمل الديمقراطي                        | المجلس الوطني                                                                                  |                                                                                                 | فيكتور إيمانويل الثالث (1900–1946)  | [ 64 ] [ 65 ]                      |
| Ferruccio Parri                      | فيروتشو باري (1890–1981)                       | 21 يونيو 1945  | 10 ديسمبر 1945 | 172 أيام           |                     | حزب العمل                                    | باري                                                                                 | المجلس الوطني                                                                                  | الديمقراطية المسيحية • الشيوعي • الليبرالي •الاشتراكي • العمل • العمل الديمقراطي                | فيكتور إيمانويل الثالث (1900–1946)  | [ 66 ]                             |
| Alcide De Gasperi                    | ألتشيدي دي غاسبيري (1881–1954)                 | 10 ديسمبر 1945 | 13 يوليو 1946  | 212 أيام           |                     | الديمقراطية المسيحية                         | دي غاسبيري الأولى                                                                    | المجلس الوطني                                                                                  | الديمقراطية المسيحية • الشيوعي • الليبرالي •الاشتراكي • العمل • العمل الديمقراطي                | أومبرتو الثاني (1946)               | [ 67 ]                             |

### رؤساء مجالس الوزراء فيالجمهورية الإيطالية(1946–الحاضر)
| الصورة             | الاسم (الميلاد–الوفاة)          | فترة الحكم     | فترة الحكم     | فترة الحكم        | الحزب              | الحزب                           | الحكومة | الائتلاف | الجمعية التشريعية (الانتخابات)                                                                                               | الرئيس (الفترة) | Ref.                                             |
| الصورة             | الاسم (الميلاد–الوفاة)          | استلم المنصب   | ترك المنصب     | المدة             | الحزب              | الحزب                           | الحكومة | الائتلاف | الجمعية التشريعية (الانتخابات)                                                                                               | الرئيس (الفترة) | Ref.                                             |
| ------------------ | ------------------------------- | -------------- | -------------- | ----------------- | ------------------ | ------------------------------- | --- | --- | --- | --- | ------------------------------------------------ |
| Alcide De Gasperi  | ألتشيدي دي غاسبيري (1881–1954)  | 13 يوليو 1946  | 2 فبراير 1947  | 7 سنوات و35 أيام  |                    | الديمقراطية المسيحية            | دي غاسبيري الثانية | الديمقراطية المسيحية • الاشتراكي • الشيوعي • الجمهوري | الجمعية التأسيسية (1946) | إنريكو دي نيكولا (1946–1948) | [ 68 ] [ 69 ] [ 70 ] [ 71 ] [ 72 ] [ 73 ] [ 74 ] |
| Alcide De Gasperi  | ألتشيدي دي غاسبيري (1881–1954)  | 2 فبراير 1947  | 1 يونيو 1947   | 7 سنوات و35 أيام  | دي غاسبيري الثالثة | الديمقراطية المسيحية            | الديمقراطية المسيحية • الاشتراكي • الشيوعي • العمل الديمقراطي                                                                       | | الجمعية التأسيسية (1946) | إنريكو دي نيكولا (1946–1948) | [ 68 ] [ 69 ] [ 70 ] [ 71 ] [ 72 ] [ 73 ] [ 74 ] |
| Alcide De Gasperi  | ألتشيدي دي غاسبيري (1881–1954)  | 1 يونيو 1947   | 24 مايو 1948   | 7 سنوات و35 أيام  | دي غاسبيري الرابعة | الديمقراطية المسيحية            | الوسطية (الديمقراطية المسيحية • الاشتراكي الديمقراطي • الليبرالي • الجمهوري)                                                        | | الجمعية التأسيسية (1946) | إنريكو دي نيكولا (1946–1948) | [ 68 ] [ 69 ] [ 70 ] [ 71 ] [ 72 ] [ 73 ] [ 74 ] |
| Alcide De Gasperi  | ألتشيدي دي غاسبيري (1881–1954)  | 24 مايو 1948   | 27 يناير 1950  | 7 سنوات و35 أيام  | دي غاسبيري الخامسة | الديمقراطية المسيحية            | الوسطية (الديمقراطية المسيحية • الاشتراكي الديمقراطي • الليبرالي • الجمهوري)                                                        | الأولى (1948) | لويجي إيناودي (1948–1955) | | [ 68 ] [ 69 ] [ 70 ] [ 71 ] [ 72 ] [ 73 ] [ 74 ] |
| Alcide De Gasperi  | ألتشيدي دي غاسبيري (1881–1954)  | 27 يناير 1950  | 26 يوليو 1951  | 7 سنوات و35 أيام  | دي غاسبيري السادسة | الديمقراطية المسيحية            | الوسطية (الديمقراطية المسيحية • الاشتراكي الديمقراطي • الجمهوري)                                                                    | الأولى (1948) | لويجي إيناودي (1948–1955) | | [ 68 ] [ 69 ] [ 70 ] [ 71 ] [ 72 ] [ 73 ] [ 74 ] |
| Alcide De Gasperi  | ألتشيدي دي غاسبيري (1881–1954)  | 26 يوليو 1951  | 16 يوليو 1953  | 7 سنوات و35 أيام  | دي غاسبيري السابعة | الديمقراطية المسيحية            | الوسطية (الديمقراطية المسيحية • الجمهوري)                                                                                           | الأولى (1948) | لويجي إيناودي (1948–1955) | | [ 68 ] [ 69 ] [ 70 ] [ 71 ] [ 72 ] [ 73 ] [ 74 ] |
| Alcide De Gasperi  | ألتشيدي دي غاسبيري (1881–1954)  | 16 يوليو 1953  | 17 أغسطس 1953  | 7 سنوات و35 أيام  | دي غاسبيري الثامنة | الديمقراطية المسيحية            | الديمقراطية المسيحية | الثانية (1953) | لويجي إيناودي (1948–1955) | | [ 68 ] [ 69 ] [ 70 ] [ 71 ] [ 72 ] [ 73 ] [ 74 ] |
| Giuseppe Pella     | جوزيبي بيلا (1902–1981)         | 17 أغسطس 1953  | 19 يناير 1954  | 155 أيام          |                    | الديمقراطية المسيحية            | بيلا | الثانية (1953) | لويجي إيناودي (1948–1955) | الديمقراطية المسيحية بدعم خارجي من الوطني الملكي والليبرالي                                                                                                   | [ 75 ]                                           |
| Amintore Fanfani   | أمنتوري فانفاني (1908–1999)     | 19 يناير 1954  | 10 فبراير 1954 | 22 أيام           |                    | الديمقراطية المسيحية            | فانفاني الأولى | الثانية (1953) | لويجي إيناودي (1948–1955) | الديمقراطية المسيحية | [ 76 ]                                           |
| Mario Scelba       | ماريو سكيلبا (1901–1991)        | 10 فبراير 1954 | 6 يوليو 1955   | 1 سنة و146 أيام   |                    | الديمقراطية المسيحية            | سكيلبا | الثانية (1953) | لويجي إيناودي (1948–1955) | الوسطية (الديمقراطية المسيحية •الاشتراكي الديمقراطي • الليبرالي)                                                                                              | [ 77 ]                                           |
| Antonio Segni      | أنطونيو سينيي (1891–1972)       | 6 يوليو 1955   | 20 مايو 1957   | 1 سنة و318 أيام   |                    | الديمقراطية المسيحية            | سينيي الأولى | الثانية (1953) | الوسطية (الديمقراطية المسيحية •الاشتراكي الديمقراطي • الليبرالي)                                                             | جوفاني غرونكي (1955–1962) | [ 78 ]                                           |
| Adone Zoli         | أدون زولي (1887–1960)           | 20 مايو 1957   | 2 يوليو 1958   | 1 سنة و43 أيام    |                    | الديمقراطية المسيحية            | زولي | الثانية (1953) | الديمقراطية المسيحيةبدعم خارجي من الحركة الاجتماعية والاشتراكي الديمقراطي والليبرالي والملكي الشعبي والوطني الملكي والجمهوري | جوفاني غرونكي (1955–1962) | [ 79 ]                                           |
| Amintore Fanfani   | أمنتوري فانفاني (1908–1999)     | 2 يوليو 1958   | 16 فبراير 1959 | 229 أيام          |                    | الديمقراطية المسيحية            | فانفاني الثانية | الوسطية (الديمقراطية المسيحية •الاشتراكي الديمقراطي) | الثالثة (1958) | جوفاني غرونكي (1955–1962) | [ 80 ]                                           |
| Antonio Segni      | أنطونيو سينيي (1891–1972)       | 16 فبراير 1959 | 26 مارس 1960   | 1 سنة و39 أيام    |                    | الديمقراطية المسيحية            | سينيي الثانية | الديمقراطية المسيحية بدعم خارجي من الحركة الاجتماعية والليبرالي والوطني الملكي والملكي الشعبي                                                                                    | الثالثة (1958) | جوفاني غرونكي (1955–1962) | [ 81 ]                                           |
| Fernando Tambroni  | فرناندو تامبروني (1901–1963)    | 26 مارس 1960   | 27 يوليو 1960  | 123 أيام          |                    | الديمقراطية المسيحية            | تامبروني | الديمقراطية المسيحية بدعم خارجي من الحركة الاجتماعية | الثالثة (1958) | جوفاني غرونكي (1955–1962) | [ 82 ]                                           |
| Amintore Fanfani   | أمنتوري فانفاني (1908–1999)     | 27 يوليو 1960  | 22 فبراير 1962 | 2 سنوات و330 أيام |                    | الديمقراطية المسيحية            | فانفاني الثالثة | الديمقراطية المسيحية بدعم خارجي من الجمهوري واللبيرالي والاشتراكي الديمقراطي | الثالثة (1958) | جوفاني غرونكي (1955–1962) | [ 83 ] [ 84 ]                                    |
| Amintore Fanfani   | أمنتوري فانفاني (1908–1999)     | 22 فبراير 1962 | 22 يونيو 1963  | 2 سنوات و330 أيام | فانفاني الرابعة    | الديمقراطية المسيحية            | الديمقراطية المسيحية • الاشتراكي الديمقراطي • الجمهوري بدعم خارجي من الاشتراكي                                                      | أنطونيو سينيي (1962–1964) | الثالثة (1958) | | [ 83 ] [ 84 ]                                    |
| Giovanni Leone     | جيوفاني ليوني (1908–2001)       | 22 يونيو 1963  | 5 ديسمبر 1963  | 166 أيام          |                    | الديمقراطية المسيحية            | ليوني الأولى | أنطونيو سينيي (1962–1964) | الديمقراطية المسيحية بدعم خارجي من الجمهوري والاشتراكي والاشتراكي الديمقراطي                                                 | الرابعة (1963) | [ 85 ]                                           |
| Aldo Moro          | ألدو مورو (1916–1978)           | 5 ديسمبر 1963  | 23 يوليو 1964  | 4 سنوات و203 أيام |                    | الديمقراطية المسيحية            | مورو الأولى | أنطونيو سينيي (1962–1964) | يسار الوسط العضوي (الديمقراطية المسيحية • الشيوعي • الاشتراكي الديمقراطي • الجمهوري)                                         | الرابعة (1963) | [ 86 ] [ 87 ] [ 88 ]                             |
| Aldo Moro          | ألدو مورو (1916–1978)           | 23 يوليو 1964  | 24 فبراير 1966 | 4 سنوات و203 أيام | مورو الثانية       | الديمقراطية المسيحية            | جوزيبي ساراغات (1964–1971) | | يسار الوسط العضوي (الديمقراطية المسيحية • الشيوعي • الاشتراكي الديمقراطي • الجمهوري)                                         | الرابعة (1963) | [ 86 ] [ 87 ] [ 88 ]                             |
| Aldo Moro          | ألدو مورو (1916–1978)           | 24 فبراير 1966 | 25 يونيو 1968  | 4 سنوات و203 أيام | مورو الثالثة       | الديمقراطية المسيحية            | جوزيبي ساراغات (1964–1971) | | يسار الوسط العضوي (الديمقراطية المسيحية • الشيوعي • الاشتراكي الديمقراطي • الجمهوري)                                         | الرابعة (1963) | [ 86 ] [ 87 ] [ 88 ]                             |
| Giovanni Leone     | جيوفاني ليوني (1908–2001)       | 25 يونيو 1968  | 13 ديسمبر 1968 | 171 أيام          |                    | الديمقراطية المسيحية            | جوزيبي ساراغات (1964–1971) | ليوني الثانية | الديمقراطية المسيحية بدعم خارجي من الجمهوري والاشتراكي الموحد                                                                | الخامسة (1968) | [ 89 ]                                           |
| Mariano Rumor      | ماريانو رومور (1915–1990)       | 13 ديسمبر 1968 | 6 أغسطس 1969   | 1 سنة و236 أيام   |                    | الديمقراطية المسيحية            | جوزيبي ساراغات (1964–1971) | رومور الأولى | يسار الوسط العضوي (الديمقراطية المسيحية • الاشتراكي الموحد • الجمهوري)                                                       | الخامسة (1968) | [ 90 ] [ 91 ] [ 92 ]                             |
| Mariano Rumor      | ماريانو رومور (1915–1990)       | 6 أغسطس 1969   | 28 مارس 1970   | 1 سنة و236 أيام   | رومور الثانية      | الديمقراطية المسيحية            | جوزيبي ساراغات (1964–1971) | الديمقراطية المسيحية بدعم خارجي من الجمهوري والاشتراكي والاشتراكي الديمقراطي | | الخامسة (1968) | [ 90 ] [ 91 ] [ 92 ]                             |
| Mariano Rumor      | ماريانو رومور (1915–1990)       | 28 مارس 1970   | 6 أغسطس 1970   | 1 سنة و236 أيام   | رومور الثالثة      | الديمقراطية المسيحية            | جوزيبي ساراغات (1964–1971) | يسار الوسط العضوي (الديمقراطية المسيحية • الشيوعي • الاشتراكي الديمقراطي • الجمهوري)                                                                                             | | الخامسة (1968) | [ 90 ] [ 91 ] [ 92 ]                             |
| Emilio Colombo     | إميليو كولومبو (1920–2013)      | 6 أغسطس 1970   | 18 فبراير 1972 | 1 سنة و196 أيام   |                    | الديمقراطية المسيحية            | جوزيبي ساراغات (1964–1971) | كولومبو | يسار الوسط العضوي (الديمقراطية المسيحية • الشيوعي • الاشتراكي الديمقراطي • الجمهوري)                                         | الخامسة (1968) | [ 93 ]                                           |
| Giulio Andreotti   | جوليو أندريوتي (1919–2013)      | 18 فبراير 1972 | 26 يونيو 1972  | 1 سنة و140 أيام   |                    | الديمقراطية المسيحية            | أندريوتي الأولى | الديمقراطية المسيحية | جيوفاني ليوني (1971–1978) | الخامسة (1968) | [ 94 ] [ 95 ]                                    |
| Giulio Andreotti   | جوليو أندريوتي (1919–2013)      | 26 يونيو 1972  | 8 يوليو 1973   | 1 سنة و140 أيام   | أندريوتي الثانية   | الديمقراطية المسيحية            | الديمقراطية المسيحية • الاشتراكي الديمقراطي • الليبرالي بدعم خارجي من الجمهوري                                                      | السادسة (1972) | جيوفاني ليوني (1971–1978) | | [ 94 ] [ 95 ]                                    |
| Mariano Rumor      | ماريانو رومور (1915–1990)       | 8 يوليو 1973   | 15 مارس 1974   | 1 سنة و138 أيام   |                    | الديمقراطية المسيحية            | رومور الرابعة | السادسة (1972) | جيوفاني ليوني (1971–1978) | يسار الوسط العضوي (الديمقراطية المسيحية • الشيوعي • الاشتراكي الديمقراطي • الجمهوري)                                                                          | [ 96 ] [ 97 ]                                    |
| Mariano Rumor      | ماريانو رومور (1915–1990)       | 15 مارس 1974   | 23 نوفمبر 1974 | 1 سنة و138 أيام   | رومور الخامسة      | الديمقراطية المسيحية            | يسار الوسط العضوي (الديمقراطية المسيحية • الشيوعي • الاشتراكي الديمقراطي • الجمهوري)                                                | السادسة (1972) | جيوفاني ليوني (1971–1978) | | [ 96 ] [ 97 ]                                    |
| Aldo Moro          | ألدو مورو (1916–1978)           | 23 نوفمبر 1974 | 12 فبراير 1976 | 1 سنة و250 أيام   |                    | الديمقراطية المسيحية            | مورو الرابعة | السادسة (1972) | جيوفاني ليوني (1971–1978) | الديمقراطية المسيحية • الجمهوري بدعم خارجي من الاشتراكي والاشتراكي الديمقراطي                                                                                 | [ 98 ] [ 99 ]                                    |
| Aldo Moro          | ألدو مورو (1916–1978)           | 12 فبراير 1976 | 30 يوليو 1976  | 1 سنة و250 أيام   | مورو الخامسة       | الديمقراطية المسيحية            | الديمقراطية المسيحية بدعم خارجي من الجمهوري والاشتراكي والاشتراكي الديمقراطي                                                        | السادسة (1972) | جيوفاني ليوني (1971–1978) | | [ 98 ] [ 99 ]                                    |
| Giulio Andreotti   | جوليو أندريوتي (1919–2013)      | 30 يوليو 1976  | 13 مارس 1978   | 3 سنوات و6 أيام   |                    | الديمقراطية المسيحية            | أندريوتي الثالثة | التسوية التاريخية (الديمقراطية المسيحية بدعم خارجي من الشيوعي) | جيوفاني ليوني (1971–1978) | السابعة (1976) | [ 100 ] [ 101 ] [ 102 ]                          |
| Giulio Andreotti   | جوليو أندريوتي (1919–2013)      | 13 مارس 1978   | 21 مارس 1979   | 3 سنوات و6 أيام   | أندريوتي الرابعة   | الديمقراطية المسيحية            | ساندرو برتيني (1978–1985) | التسوية التاريخية (الديمقراطية المسيحية بدعم خارجي من الشيوعي) | | السابعة (1976) | [ 100 ] [ 101 ] [ 102 ]                          |
| Giulio Andreotti   | جوليو أندريوتي (1919–2013)      | 21 مارس 1979   | 5 أغسطس 1979   | 3 سنوات و6 أيام   | أندريوتي الخامسة   | الديمقراطية المسيحية            | ساندرو برتيني (1978–1985) | الديمقراطية المسيحية • الاشتراكي الديمقراطي • الجمهوري | | السابعة (1976) | [ 100 ] [ 101 ] [ 102 ]                          |
| Francesco Cossiga  | فرانشيسكو كوسيغا (1928–2010)    | 5 أغسطس 1979   | 4 أبريل 1980   | 1 سنة و74 أيام    |                    | الديمقراطية المسيحية            | ساندرو برتيني (1978–1985) | كوسيغا الأولى | الديمقراطية المسيحية • الاشتراكي الديمقراطي • الليبرالي بدعم خارجي من الجمهوري والاشتراكي والاشتراكي الديمقراطي              | الثامنة (1979) | [ 103 ] [ 104 ]                                  |
| Francesco Cossiga  | فرانشيسكو كوسيغا (1928–2010)    | 4 أبريل 1980   | 18 أكتوبر 1980 | 1 سنة و74 أيام    | كوسيغا الثانية     | الديمقراطية المسيحية            | ساندرو برتيني (1978–1985) | يسار الوسط العضوي (الديمقراطية المسيحية • الشيوعي • الجمهوري) | | الثامنة (1979) | [ 103 ] [ 104 ]                                  |
| Arnaldo Forlani    | أرنالدو فورلاني (مواليد 1925)   | 18 أكتوبر 1980 | 28 يونيو 1981  | 253 أيام          |                    | الديمقراطية المسيحية            | ساندرو برتيني (1978–1985) | فورلاني | يسار الوسط العضوي (الديمقراطية المسيحية • الشيوعي • الاشتراكي الديمقراطي • الجمهوري)                                         | الثامنة (1979) | [ 105 ]                                          |
| Giovanni Spadolini | جيوفاني سبادوليني (1925–1994)   | 28 يونيو 1981  | 23 أغسطس 1982  | 1 سنة و156 أيام   |                    | الحزب الراديكالي                | ساندرو برتيني (1978–1985) | سبادوليني الأولى | بينتابارتيتو (الديمقراطية المسيحية • الشيوعي • الاشتراكي الديمقراطي • الجمهوري • الليبرالي)                                  | الثامنة (1979) | [ 106 ] [ 107 ]                                  |
| Giovanni Spadolini | جيوفاني سبادوليني (1925–1994)   | 23 أغسطس 1982  | 1 ديسمبر 1982  | 1 سنة و156 أيام   | سبادوليني الثانية  | الحزب الراديكالي                | ساندرو برتيني (1978–1985) | | بينتابارتيتو (الديمقراطية المسيحية • الشيوعي • الاشتراكي الديمقراطي • الجمهوري • الليبرالي)                                  | الثامنة (1979) | [ 106 ] [ 107 ]                                  |
| Amintore Fanfani   | أمنتوري فانفاني (1908–1999)     | 1 ديسمبر 1982  | 4 أغسطس 1983   | 246 أيام          |                    | الديمقراطية المسيحية            | ساندرو برتيني (1978–1985) | فانفاني الخامسة | الديمقراطية المسيحية • الاشتراكي • الاشتراكي الديمقراطي • الليبرالي بدعم خارجي من الجمهوري                                   | الثامنة (1979) | [ 108 ]                                          |
| Bettino Craxi      | بتينو كراكسي (1934–2000)        | 4 أغسطس 1983   | 1 أغسطس 1986   | 3 سنوات و257 أيام |                    | الحزب الاشتراكي الإيطالي        | ساندرو برتيني (1978–1985) | كراكسي الأولى | بينتابارتيتو (الديمقراطية المسيحية • الشيوعي • الاشتراكي الديمقراطي • الجمهوري • الليبرالي)                                  | التاسعة (1983) | [ 109 ] [ 110 ]                                  |
| Bettino Craxi      | بتينو كراكسي (1934–2000)        | 1 أغسطس 1986   | 18 أبريل 1987  | 3 سنوات و257 أيام | كراكسي الثانية     | الحزب الاشتراكي الإيطالي        | فرانشيسكو كوسيغا (1985–1992) | | بينتابارتيتو (الديمقراطية المسيحية • الشيوعي • الاشتراكي الديمقراطي • الجمهوري • الليبرالي)                                  | التاسعة (1983) | [ 109 ] [ 110 ]                                  |
| Amintore Fanfani   | أمنتوري فانفاني (1908–1999)     | 18 أبريل 1987  | 29 يوليو 1987  | 102 أيام          |                    | الديمقراطية المسيحية            | فرانشيسكو كوسيغا (1985–1992) | فانفاني السادسة | الديمقراطية المسيحية | التاسعة (1983) | [ 84 ]                                           |
| Giovanni Goria     | جيوفاني جوريا (1943–1994)       | 29 يوليو 1987  | 13 أبريل 1988  | 259 أيام          |                    | الديمقراطية المسيحية            | فرانشيسكو كوسيغا (1985–1992) | جوريا | بينتابارتيتو (الديمقراطية المسيحية • الشيوعي • الاشتراكي الديمقراطي • الجمهوري • الليبرالي)                                  | العاشرة (1987) | [ 111 ]                                          |
| Ciriaco De Mita    | سيرياكو دي ميتا (مواليد 1928)   | 13 أبريل 1988  | 23 يوليو 1989  | 1 سنة و101 أيام   |                    | الديمقراطية المسيحية            | فرانشيسكو كوسيغا (1985–1992) | دي ميتا | بينتابارتيتو (الديمقراطية المسيحية • الشيوعي • الاشتراكي الديمقراطي • الجمهوري • الليبرالي)                                  | العاشرة (1987) | [ 112 ]                                          |
| Giulio Andreotti   | جوليو أندريوتي (1919–2013)      | 23 يوليو 1989  | 13 أبريل 1991  | 2 سنوات و341 أيام |                    | الديمقراطية المسيحية            | فرانشيسكو كوسيغا (1985–1992) | أندريوتي السادسة | بينتابارتيتو (الديمقراطية المسيحية • الشيوعي • الاشتراكي الديمقراطي • الجمهوري • الليبرالي)                                  | العاشرة (1987) | [ 113 ] [ 114 ]                                  |
| Giulio Andreotti   | جوليو أندريوتي (1919–2013)      | 13 أبريل 1991  | 28 يونيو 1992  | 2 سنوات و341 أيام | أندريوتي السابعة   | الديمقراطية المسيحية            | فرانشيسكو كوسيغا (1985–1992) | كوادريبارتيتو (الديمقراطية المسيحية • الشيوعي • الاشتراكي الديمقراطي • الليبرالي)                                                                                                | | العاشرة (1987) | [ 113 ] [ 114 ]                                  |
| Giuliano Amato     | جوليانو أماتو (مواليد 1938)     | 28 يونيو 1992  | 29 أبريل 1993  | 305 أيام          |                    | الحزب الاشتراكي الإيطالي        | أماتو الأولى | كوادريبارتيتو (الديمقراطية المسيحية • الشيوعي • الاشتراكي الديمقراطي • الليبرالي)                                                                                                | الحادى عشر (1992) | أوسكار لويجي سكالفارو (1992–1999) | [ 115 ]                                          |
|                    | كارلو أزيليو تشامبي (1920–2016) | 29 أبريل 1993  | 11 مايو 1994   | 1 سنة و12 أيام    |                    | مستقل                           | تشامبي | الديمقراطية المسيحية • الاشتراكي • الديمقراطي اليساري • الليبرالي • الجمهوري • الاشتراكي الديمقراطي • فيدرالية الخضر                                                             | الحادى عشر (1992) | أوسكار لويجي سكالفارو (1992–1999) | [ 116 ]                                          |
| Silvio Berlusconi  | سيلفيو برلسكوني (مواليد 1936)   | 11 مايو 1994   | 17 يناير 1995  | 251 أيام          |                    | فورزا إيطاليا                   | برلسكوني الأولى | قطب الحريات–قطب الحكومة الرشيدة (فورزا إيطاليا • رابطة الشمال • التحالف الوطني • المركز الديمقراطي المسيحي • حزب الوسط)                                                          | الثانية عشر (1994) | أوسكار لويجي سكالفارو (1992–1999) | [ 117 ]                                          |
| Lamberto Dini      | لامبرتو ديني (مواليد 1931)      | 17 يناير 1995  | 18 مايو 1996   | 1 سنة و122 أيام   |                    | مستقل                           | ديني | المستقل (بدعم من الديمقراطي اليساري، رابطة الشمال، الشعب، الاشتراكي، فيدرالية الخضر، الشبكة، المسيحيون الاجتماعيون)                                                              | الثانية عشر (1994) | أوسكار لويجي سكالفارو (1992–1999) | [ 118 ]                                          |
| Romano Prodi       | رومانو برودي (مواليد 1939)      | 18 مايو 1996   | 21 أكتوبر 1998 | 2 سنوات و156 أيام |                    | شجرة الزيتون (مستقل)            | برودي الأولى | شجرة الزيتون (الديمقراطي اليساري • الشعب • التجديد الإيطالي • فيدرالية الخضر • الاتحاد الديمقراطي) بدعم خارجي من إعادة التأسيس الشيوعي                                           | الثالثة عشر (1996) | أوسكار لويجي سكالفارو (1992–1999) | [ 119 ]                                          |
| Massimo D'Alema    | ماسيمو داليما (مواليد 1949)     | 21 أكتوبر 1998 | 22 ديسمبر 1999 | 1 سنة و188 أيام   |                    | شجرة الزيتون (ديمقراطيو اليسار) | داليما الأولى | شجرة الزيتون (الديمقراطي اليساري • الشعب • التجديد الإيطالي • الاشتراكيون الديمقراطيون • فيدرالية الخضر • الشيوعيين الإيطاليين • الاتحاد الديمقراطي للجمهورية)                   | الثالثة عشر (1996) | أوسكار لويجي سكالفارو (1992–1999) | [ 120 ] [ 121 ]                                  |
| Massimo D'Alema    | ماسيمو داليما (مواليد 1949)     | 22 ديسمبر 1999 | 26 أبريل 2000  | 1 سنة و188 أيام   | داليما الثانية     | شجرة الزيتون (ديمقراطيو اليسار) | شجرة الزيتون (الديمقراطي اليساري • الشعب • التجديد الإيطالي • الديمقراطي • فيدرالية الخضر • الشيوعيين • اتحاد الديمقراطيين لأوروبا) | كارلو أزيليو تشامبي (1999–2006) | الثالثة عشر (1996) | | [ 120 ] [ 121 ]                                  |
| Giuliano Amato     | جوليانو أماتو (مواليد 1938)     | 26 أبريل 2000  | 11 يونيو 2001  | 1 سنة و46 أيام    |                    | شجرة الزيتون (مستقل)            | أماتو الثانية | كارلو أزيليو تشامبي (1999–2006) | الثالثة عشر (1996) | شجرة الزيتون (الديمقراطي اليساري • الشعب • التجديد الإيطالي • الديمقراطي • فيدرالية الخضر • الشيوعيين • اتحاد الديمقراطيين لأوروبا •الاشتراكيون الديمقراطيون) | [ 122 ]                                          |
| Silvio Berlusconi  | سيلفيو برلسكوني (مواليد 1936)   | 11 يونيو 2001  | 23 أبريل 2005  | 4 سنوات و340 أيام |                    | فورزا إيطاليا                   | برلسكوني الثانية | كارلو أزيليو تشامبي (1999–2006) | بيت الحريات (فورزا إيطاليا • التحالف الوطني • رابطة الشمال • اتحاد الوسط • الاشتراكي الإيطالي الجديد • الجمهوري)             | الرابعة عشر (2001) | [ 123 ] [ 124 ]                                  |
| Silvio Berlusconi  | سيلفيو برلسكوني (مواليد 1936)   | 23 أبريل 2005  | 17 مايو 2006   | 4 سنوات و340 أيام | برلسكوني الثالثة   | فورزا إيطاليا                   | | كارلو أزيليو تشامبي (1999–2006) | بيت الحريات (فورزا إيطاليا • التحالف الوطني • رابطة الشمال • اتحاد الوسط • الاشتراكي الإيطالي الجديد • الجمهوري)             | الرابعة عشر (2001) | [ 123 ] [ 124 ]                                  |
| Romano Prodi       | رومانو برودي (مواليد 1939)      | 17 مايو 2006   | 8 مايو 2008    | 1 سنة و357 أيام   |                    | شجرة الزيتون / الحزب الديمقراطي | برودي الثانية | الاتحاد (الديمقراطي اليساري • الديمقراطية هي الحرية - ديزي • إعادة التأسيس الشيوعي • الوردة في القبضة • فيدرالية الخضر • إيطاليا القيم • الشيوعيين • اتحاد الديمقراطيين لأوروبا) | الخامسة عشر (2006) | جورجو نابوليتانو (2006–2015) | [ 125 ]                                          |
| Silvio Berlusconi  | سيلفيو برلسكوني (مواليد 1936)   | 8 مايو 2008    | 16 نوفمبر 2011 | 3 سنوات و192 أيام |                    | حزب شعب الحرية                  | برلسكوني الرابعة | تحالف يمين الوسط (شعب الحرية • رابطة الشمال • الحركة من أجل الحكم الذاتي) | السادسة عشر (2008) | جورجو نابوليتانو (2006–2015) | [ 126 ]                                          |
| Mario Monti        | ماريو مونتي (مواليد 1943)       | 16 نوفمبر 2011 | 28 أبريل 2013  | 1 سنة و163 أيام   |                    | مستقل                           | مونتي | مستقل (بدعم من شعب الحرية، الحزب الديمقراطي، اتحاد الوسط، المستقبل والحرية، التحالف من أجل إيطاليا)                                                                              | السادسة عشر (2008) | جورجو نابوليتانو (2006–2015) | [ 127 ]                                          |
| Enrico Letta       | إنريكو ليتا (مواليد 1966)       | 28 أبريل 2013  | 22 فبراير 2014 | 300 أيام          |                    | الحزب الديمقراطي                | ليتا | الديمقراطي • حزب شعب الحرية • يمين الوسط الجديد • الاختيار المدني • المشهورات لإيطاليا • اتحاد الوسط • الراديكاليون                                                              | السابعة عشر (2013) | جورجو نابوليتانو (2006–2015) | [ 128 ]                                          |
| Matteo Renzi       | ماتيو رينزي (مواليد 1975)       | 22 فبراير 2014 | 12 ديسمبر 2016 | 2 سنوات و294 أيام |                    | الحزب الديمقراطي                | رينزي | الديمقراطي • يمين الوسط الجديد • الاختيار المدني • اتحاد الوسط | السابعة عشر (2013) | سيرجيو ماتاريلا (2015–الآن) | [ 129 ]                                          |
|                    | باولو جينتيلوني (مواليد 1954)   | 12 ديسمبر 2016 | 1 يونيو 2018   | 1 سنة و171 أيام   |                    | الحزب الديمقراطي                | جينتيلوني | الديمقراطي • يمين الوسط الجديد/البديل الشعبي • الوسطيون من أجل إيطاليا | السابعة عشر (2013) | سيرجيو ماتاريلا (2015–الآن) | [ 130 ]                                          |
| Giuseppe Conte     | جوزيبي كونتي (مواليد 1964)      | 1 يونيو 2018   | 5 سبتمبر 2019  | 2 سنوات و257 أيام |                    | مستقل                           | كونتي الأولى | النجوم الخمسة • ليغا | الثامنة عشر (2018) | سيرجيو ماتاريلا (2015–الآن) | [ 131 ] [ 132 ]                                  |
| Giuseppe Conte     | جوزيبي كونتي (مواليد 1964)      | 5 سبتمبر 2019  | 13 فبراير 2021 | 2 سنوات و257 أيام | كونتي الثانية      | مستقل                           | النجوم الخمسة • الديمقراطي • أحرار ومتساوون • إيطاليا حية                                                                           | | الثامنة عشر (2018) | سيرجيو ماتاريلا (2015–الآن) | [ 131 ] [ 132 ]                                  |
| Mario Draghi       | ماريو دراجي (مواليد 1947)       | 13 فبراير 2021 | 22 أكتوبر 2022 | 1 سنة و251 أيام   |                    | مستقل                           | دراجي | النجوم الخمسة • ليغا • الديمقراطي • فورزا إيطاليا • إيطاليا حية • المادة الأولى                                                                                                  | الثامنة عشر (2018) | سيرجيو ماتاريلا (2015–الآن) | [ 133 ]                                          |
| جورجا ملوني        | جورجا ملوني (مواليد 1977)       | 22 أكتوبر 2022 | حتى الآن       | 2 سنوات و245 أيام |                    | إخوة إيطاليا                    | حكومة ملوني | يمين الوسط إخوة إيطاليا • ليغا • فورزا إيطاليا | التاسعة عشر (2022) | سيرجيو ماتاريلا (2015–الآن) | [ 134 ]                                          |

## ببليوغرافيا
- Guglielmotti, Umberto, ed. (1966). I presidenti del Consiglio dei Ministri dell'Unita' d'Italia ad oggi, Volume 3 (بالإيطالية). CEN. Archived from the original on 2022-04-07.
- Viviani, Maria Paola, ed. (1970). La presidenza del Consiglio dei ministri in alcuni stati dell'Europa occidentale ed in Italia (بالإيطالية). Giuffrè. Archived from the original on 2022-09-09.
- Rotelli, Ettore, ed. (1972). La Presidenza Del Consiglio Dei Ministri: Il Problema Del Coordinamento Dell'amministrazione Centrale in Italia, (1848-1948) (بالإيطالية). Giuffrè. Archived from the original on 2022-04-16.
- Marzo, Corradino; Amodio, Vito Domenico, eds. (2014). I governi della Repubblica. Storia dei Presidenti del Consiglio, Volume 1 (بالإيطالية). Lupo. ISBN:978-8866671893. Archived from the original on 2022-03-17.